# Тейлър Лаутнър
Тейлър Даниел Лаутнър (на английски: Taylor Daniel Lautner) е американски актьор, анимационен дубльор и фотомодел, както и майстор по бойни изкуства.

## Биография
Тейлър Лаутнър е роден в Гранд Рапидс, Мичиган. Неговите родители са Дебора и Даниел Лаутнър. Има по-малка сестра, която се казва Макена. Има холандски, френски и немски корени, както и индиански от страна на майка си. Учи карате в продължение на седем години, от 6 до 13-годишна възраст, носител е на черен колан и става световен шампион сред юношите.

### Кариера
Тейлър започва да се снима в телевизията и киното през 2001 година. Първата му роля е в ТВ филма Shadow Fury. През периода 2001 – 2004 година има малки роли в сериали и озвучава анимационни герои.
Малко след започване на актьорската си кариера Лаутнър се появява в комедии като The Bernie Mac Show (2003) и My Wife and Kids (2004). Той участва в озвучаването на What's New, Scooby-Doo? (2005) и Danny Phantom (2005). През 2005 година се появява във филмите Cheaper by the Dozen 2 и The Adventures of Sharkboy and Lavagirl in 3-D.
Първата му голяма роля идва през 2005 година в „Приключенията на Шаркбой и Лавагърл“, където изпълнява Шаркбой. След няколко месеца се явява на прослушване и за ролята на Елиът в „Деца на килограм 2“ и я получава.
Лаутнър е най-добре познат с ролята си на Джейкъб Блек във филмовите адаптации на сагата „Здрач“ от Стефани Майер. За да не загуби ролята си във втория филм от сагата, той качва 15 kg мускули. Също така играе главната роля във Abduction. Партнира му Лили Колинс, дъщеря на британския рок музикант Фил Колинс. Световната премиера на филма е на 23 септември 2011 година.
В края на 2000 година Лаутнър става тийн идол и израства до секс символ, след като се променя, за да запази ролята си на Джейкъб Блек в продълженията на „Здрач“. През 2010 година той е на второ място в класацията на „Гламър“ „50-те най-секси мъже за 2010“ и на четвърто място за „Най-страхотно тяло“ на списание „Пийпъл“. Същата година Лаутнър е обявен за най-скъпо платения тийн актьор в Холивуд.